# 제1회 전국동시지방선거 기초의원
다음은 제1회 전국동시지방선거의 기초의원 선거 결과를 정리한 것이다.

## 기초의원 선거 결과

### 서울특별시
- 종로구
- 중구
- 용산구
- 성동구
- 광진구
- 동대문구
- 중랑구
- 성북구
- 강북구
- 도봉구
- 노원구
- 은평구
- 서대문구
- 마포구
- 양천구
- 강서구
- 구로구
- 금천구
- 영등포구
- 동작구
- 관악구
- 서초구
- 강남구
- 송파구
- 강동구

### 부산광역시
- 중구
- 서구
- 동구
- 영도구
- 부산진구
- 동래구
- 남구
- 북구
- 해운대구
- 사하구
- 금정구
- 강서구
- 연제구
- 수영구
- 사상구
- 기장군

### 대구광역시
- 중구
- 동구
- 서구
- 남구
- 북구
- 수성구
- 달서구
- 달성군

### 인천광역시
- 중구
- 동구
- 남구
- 연수구
- 남동구
- 부평구
- 계양구
- 서구
- 강화군
- 옹진군

### 광주광역시
- 동구
- 서구
- 남구
- 북구
- 광산구

### 대전광역시
- 동구
- 중구
- 서구
- 유성구
- 대덕구

### 경기도
- 수원시
- 성남시
- 의정부시
- 안양시
- 부천시
- 광명시
- 평택시
- 동두천시
- 양주군
- 안산시
- 과천시
- 의왕시
- 군포시
- 시흥시
- 구리시
- 남양주시
- 여주군
- 오산시
- 화성군
- 파주군
- 고양시
- 하남시
- 광주군
- 포천군
- 연천군
- 양평군
- 가평군
- 이천군
- 용인군
- 안성군
- 김포군

### 강원도
- 춘천시
- 원주시
- 강릉시
- 동해시
- 태백시
- 정선군
- 속초시
- 고성군
- 양양군
- 인제군
- 삼척시
- 홍천군
- 횡성군
- 영월군
- 평창군
- 화천군
- 철원군
- 양구군

### 충청북도
- 청주시
- 충주시
- 제천시
- 단양군
- 청원군
- 영동군
- 보은군
- 옥천군
- 괴산군
- 음성군
- 진천군

### 충청남도
- 천안시
- 공주시
- 보령시
- 아산시
- 금산군
- 연기군
- 논산군
- 부여군
- 서천군
- 홍성군
- 청양군
- 예산군
- 서산시
- 태안군
- 당진군

### 전라북도
- 전주시
- 군산시
- 익산시
- 정읍시
- 남원시
- 김제시
- 완주군
- 진안군
- 무주군
- 장수군
- 임실군
- 순창군
- 고창군
- 부안군

### 전라남도
- 목포시
- 여수시
- 순천시
- 나주시
- 여천시
- 여천군
- 담양군
- 장성군
- 화순군
- 곡성군
- 구례군
- 광양시
- 고흥군
- 보성군
- 장흥군
- 강진군
- 완도군
- 해남군
- 진도군
- 영암군
- 무안군
- 영광군
- 함평군
- 신안군

### 경상북도
- 포항시
- 울릉군
- 경주시
- 김천시
- 안동시
- 구미시
- 영주시
- 영천시
- 상주시
- 문경시
- 예천군
- 경산시
- 청도군
- 고령군
- 성주군
- 군위군
- 칠곡군
- 의성군
- 청송군
- 영덕군
- 영양군
- 봉화군
- 울진군

### 경상남도
- 창원시
- 울산시
- 마산시
- 진주시
- 진해시
- 통영시
- 고성군
- 사천시
- 김해시
- 의령군
- 함안군
- 창녕군
- 밀양시
- 양산군
- 거제시
- 하동군
- 남해군
- 함양군
- 산청군
- 거창군
- 합천군

### 제주도
- 제주시
- 북제주군
- 서귀포시
- 남제주군

## 같이 보기
- 대한민국의 기초의원